# Jurgita Jurkutė-Širvaitė

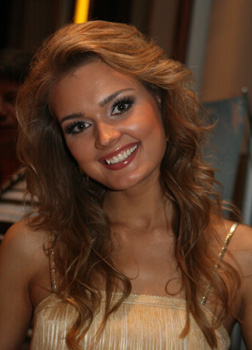
Jurgita Jurkutė, Miss Litauen 2007

Jurgita Jurkutė-Širvaitė (* 23. April 1985 in Plungė, Niederlitauen) ist eine litauische Schauspielerin und Moderatorin, ehemaliges Fotomodell sowie Schönheitskönigin.

## Leben
Jurgita Jurkutė begann mit 16 Jahren als Fotomodell zu arbeiten. 2000 wurde sie Ford Models Supermodel of Lithuania. 2003 erlangte Jurkutė die Hochschulreife in Plungė und begann ein Studium der Sozialarbeit an der Universität Vilnius. 2007 wurde die 22-jährige Studentin zur Miss Litauen gewählt. 2008 spielte Jurkutė eine junge Frau Jolanta aus der Provinz in der litauischen Fernsehserie  „Moterys meluoja geriau“ sowie 2011 Ginevra Della Rocca bei der Mini-Fernsehserie I cerchi nell'acqua. Von 2009 bis 2012 war sie Ko-Moderatorin mit Vytautas Šapranauskas des TV3-Tanzwettbewerbs „Šok su manimi“. Von 2010 bis 2012 moderierte sie mit Šapranauskas auch TV3-Musikwettbewerb „Chorų karai“.
2012 absolvierte sie das Bachelorstudium des Schauspiels an der Lietuvos muzikos ir teatro akademija in Vilnius. Im Mai 2016  nahm sie mit dem Theaterstück Die Brüder Karamasow am Theater-Festival „Deine Chance“ in Moskau und im Juni 2012 am internationalen Studententheater-Festival „Istropolitana Project“ in Bratislava teil. Im Theaterstück Der Idiot (Regie Eimuntas Nekrošius) spielte sie Nastasja Filipovna und dann bei Göttliche Komödie mit den Schauspielern wie Rolandas Kazlas und Remigijus Vilkaitis. Sie spielte auch im Tschechows Theaterstück Iwanow mit der litauischen Theaterstudie „Theomai“ in Grenoble.

## Familie
Am 2. Juni 2012 heiratete sie den 17 Jahre älteren Unternehmer Rytis Širvaitis in Plungė.